# حزب إحنا الشعب
حزب إحنا الشعب، هو حزب سياسي يتكون من 270 عضوًا سابقًا في البرلمان. تم تشكيل الحزب من قبل ائتلاف نواب الشعب، الذي يتألف من أعضاء سابقين في الحزب الوطني الديمقراطي، وهو الحزب الحاكم في مصر سابقًا. كان الحزب يعرف سابقًا باسم حزب الشارع المصري. يسعى الحزب إلى الحصول على أغلبية المقاعد في الانتخابات البرلمانية لعام 2015. يحظر الحزب على الإسلاميين والأشخاص المتورطين في الفساد الانخراط في الحزب.
يحظر الدستور الذي تم إقراره في عام 2012 على الأعضاء السابقين في الحزب الوطني الديمقراطي المشاركة في أي «أنشطة سياسية». تم تحديد الأعضاء السابقين في الحزب الوطني الديمقراطي على أنهم «أولئك الذين كانوا في 25 يناير 2011 أعضاء في الأمانة العامة للحزب الوطني أو لجنة السياسات التابعة له أو مكتبه التنفيذي السياسي أو أعضاء سابقين في البرلمان (المجلسين) في الموسمين البرلمانيين قبل الثورة». مسودة دستور 2013، التي تمت الموافقة عليها في شكل نهائي في استفتاء، ألغت الحظر المفروض على أعضاء الحزب الوطني الديمقراطي، على الرغم من أن محكمة القاهرة للأمور المستعجلة منعت أعضاء الحزب الوطني السابق من المشاركة في الانتخابات في 6 مايو 2014. لكن أحد أعضاء لجنة مراجعة القوانين البرلمانية (محمود فوزي) صرح بأن القانون يحظر فقط المدانين بالتهرب الضريبي والفساد السياسي. ألغت محكمة القاهرة للأمور المستعجلة الحكم الذي يمنع أعضاء الحزب الوطني السابق من المشاركة في الانتخابات في 14 يوليو 2014.